# Limenitis burrisoni
Limenitis burrisoni är en fjärilsart som beskrevs av Maynard 1891. Limenitis burrisoni ingår i släktet Limenitis och familjen praktfjärilar. Inga underarter finns listade i Catalogue of Life.